# 鈴鹿工業高等專門學校
鈴鹿工業高等專門學校（National College of Technology, Suzuka College），簡稱鈴鹿高專，是一所位於日本三重縣的高等專門學校。

## 沿革
- 1962年，鈴鹿高專創立，為國立高專1期校。設有機械工學、電氣工學、工業化學三學科。
- 1966年，增設金屬工學科。
- 1986年，金屬工學科改組為材料工學科。
- 1989年，增設電子情報工學科。
- 1993年，設立專攻科。
- 1997年，工業化學科改組為生物應用化學科。
- 2003年，電氣工學科更名為電氣電子工學科。
- 2004年，法人化。

## 教育組織

### 本科（副學士課程）
- 機械工學科
- 電氣電子工學科
- 電子情報工學科
- 生物應用化學科
- 材料工學科

### 專攻科（學士課程）
- 電子機械工學專攻
- 應用物質工學專攻

## 對外關係
鈴鹿高專和放送大學學園間締結有學分互換協定，於放送大學取得的學分可被計入畢業學分中。

## 交通資訊
搭乘近鐵名古屋線，於白子車站下車；抵達後轉搭三重交通所營運的公車，行車時間約10分鐘。

## 外部連結
- 鈴鹿工業高等專門學校 （页面存档备份，存于）

34°51′0.7″N 136°34′50.5″E / 34.850194°N 136.580694°E